# Valladolid–León nagysebességű vasútvonal
A Valladolid–León nagysebességű vasútvonal egy normál nyomtávolságú, 166,1 km hosszúságú nagysebességű vasútvonal Valladolid és León között Spanyolországban. A vasútvonal 2015. szeptember 29-én nyílt meg a forgalom számára.
Az 1,62 milliárd eurós új vasútvonal lehetővé teszi a 350 km/h sebesség elérését is, ám egyelőre csak 200 km/h sebességgel járható. Jelentősége, hogy az északi spanyol városokat is közelebb hozza Madridhoz, a távolabbi jövőben pedig elérheti akár a francia határt is. Ezzel egy újabb normál nyomtávolságú vasúti kapcsolat jönne létre Spanyolország és Franciaország között.